# Ludendorffův most
Ludendorffův most, známý i jako Remagenský most nebo most u Remagenu, byl dvoukolejný železniční most přes Rýn mezi městy Remagen a Erpel v Německu.
Most byl posledním velkým stavebním projektem Pruských státních drah. Byl vybudován v roce 1916 během první světové války a 1. května 1918 byl pojmenován po generálu Erichu Ludendorffovi. Kvůli potížím při stavbě navazujícího tunelu pod Erpeler Ley a železničního zářezu v Erpelu nemohly být koleje položeny až do poloviny roku 1919. Provoz včetně přivaděčů byl zahájen 1. září 1919.
7. března 1945, v závěrečné fázi druhé světové války, dorazil malý předvoj amerických vojáků k mostu; po zjištění, že není zničený, byl most dobyt. To umožnilo spojeneckým divizím překročit Rýn, obsadit předmostí na pravém břehu Rýna a urychlit svůj postup směrem k Porúří. Byl to první trvalý přechod spojenců přes Rýn; následně ženijní jednotky postavily přes Rýn pontonové mosty, takže vojenská užitečnost mostu pro spojence rychle upadla.
Most měl být ještě před příchodem spojeneckých vojsk zničen – když se skupina německých armád pod vedením polního maršála Waltera Modela v roce 1945 stáhla na pravý břeh Rýna, vedení wehrmachtu chtělo, aby byly všechny mosty na Rýně vyhozeny do povětří. Na Ludendorffův most však bylo použito méně výbušnin (300 kg místo 600 kg) a navíc méně účinných (donarit místo ekrazitu), než bylo plánováno. Při demolici byl sice most nakrátko zvednut z ložisek, ale zůstal pouze poškozen. Ve dnech po dobytí mostu spojenci se vojáci wehrmachtu marně snažili most zničit; ten se nakonec 17. března 1945 zřítil, pravděpodobně v důsledku částečné demolice i zatížení způsobeného používáním mostu spojenci. Několik důstojníků, kteří byli zodpovědní za neprovedené zničení, Adolf Hitler nechal zastřelit.
Německé spolkové dráhy v poválečném období uvažovaly o přestavbě mostu; poté, co byl levý a pravý úsek Rýna elektrifikován, bylo od těchto plánů upuštěno a železniční přivaděče v Remagenu a Erpelu přestaly být udržovány. Zbytky pilířů mostu byly z koryta Rýna odstraněny v létě 1976, dochovaly se jen mostní věže po obou stranách a části nájezdové rampy.
Most se stal známým zejména díky americkému válečnému filmu z roku 1969 Most u Remagenu (ten byl natáčen převážně v Československu, pro záběry mostní konstrukce byl využit skutečný most přes Vltavu v Davli z roku 1905).

## Galerie

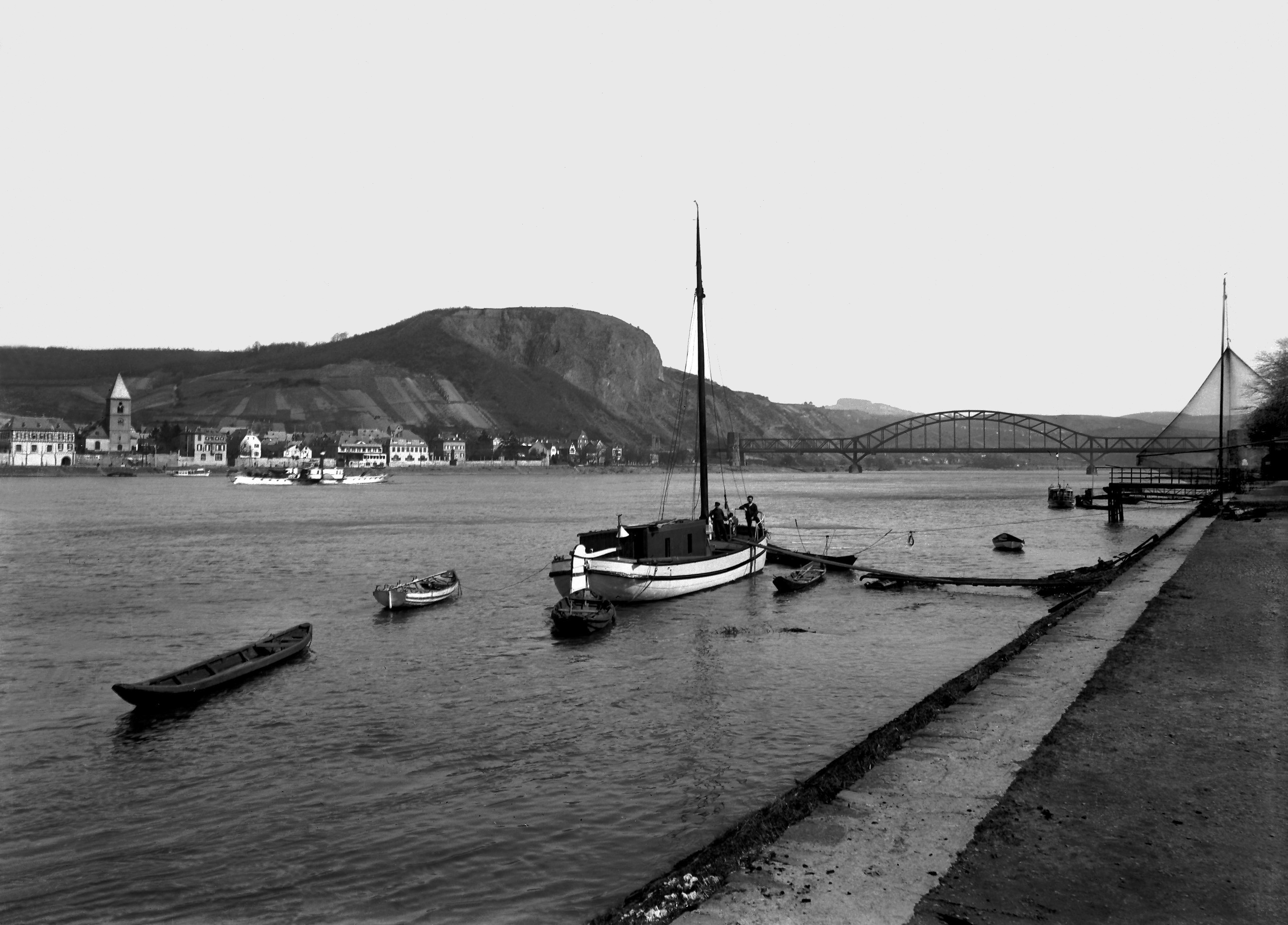
Most mezi lety 1918 a 1945
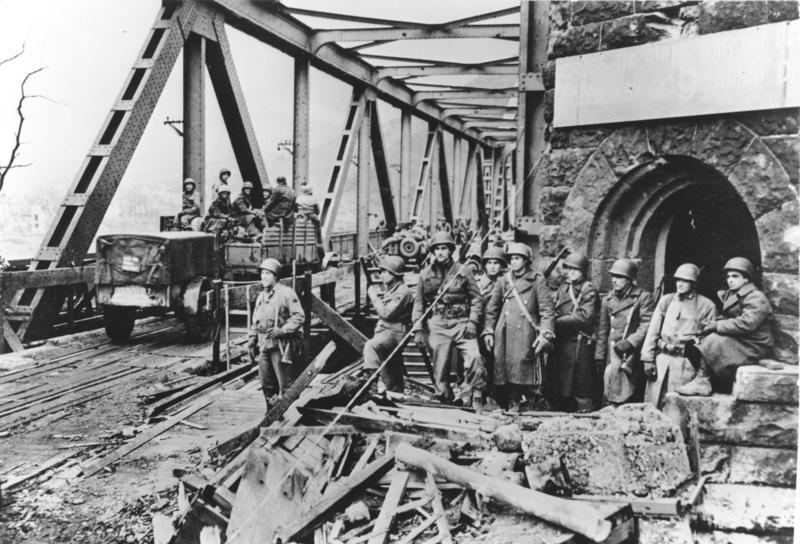
Poškozený most (mezi 8. a 10. březnem 1945)
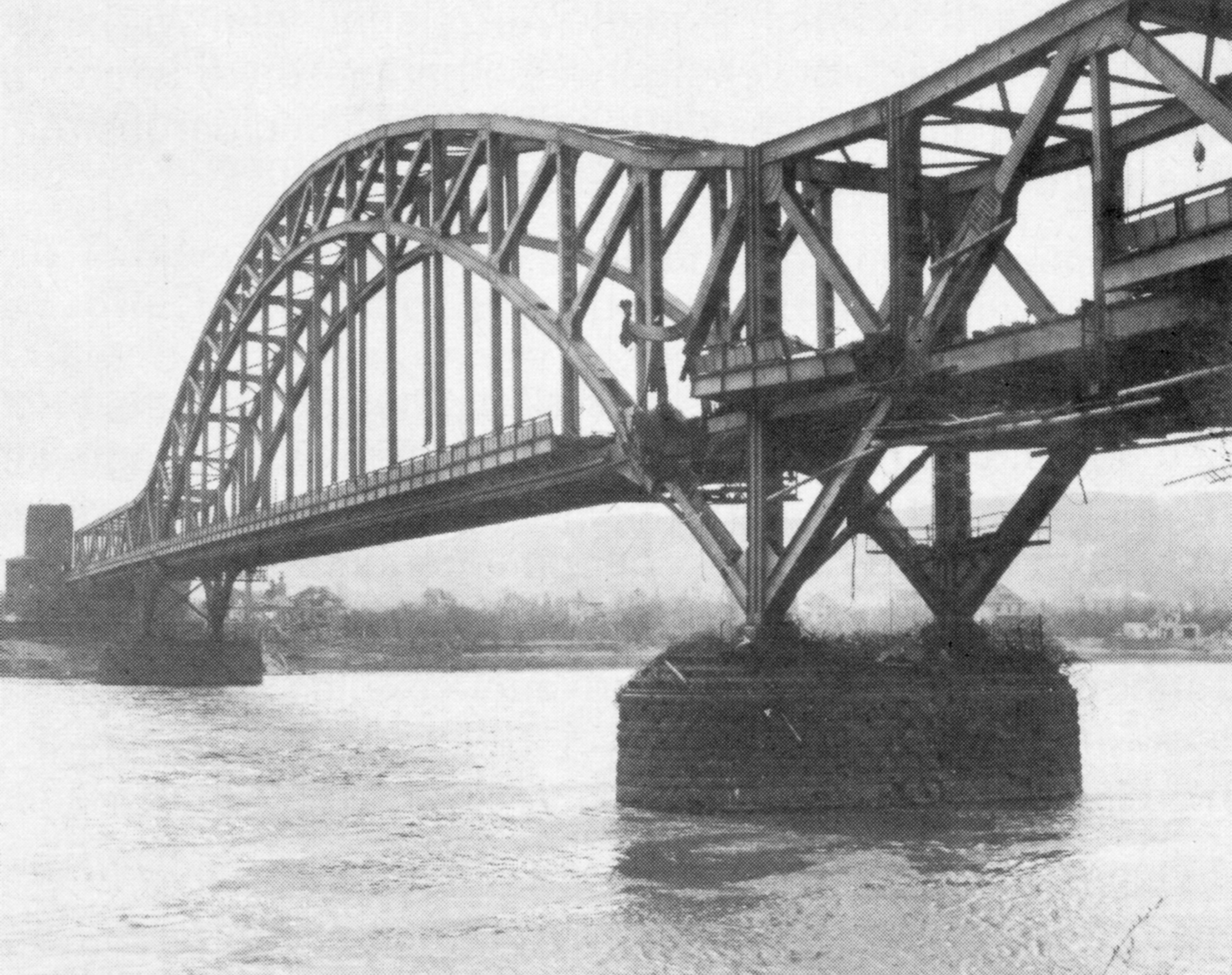
Poškození u severního pilíře po nezdařené demolici
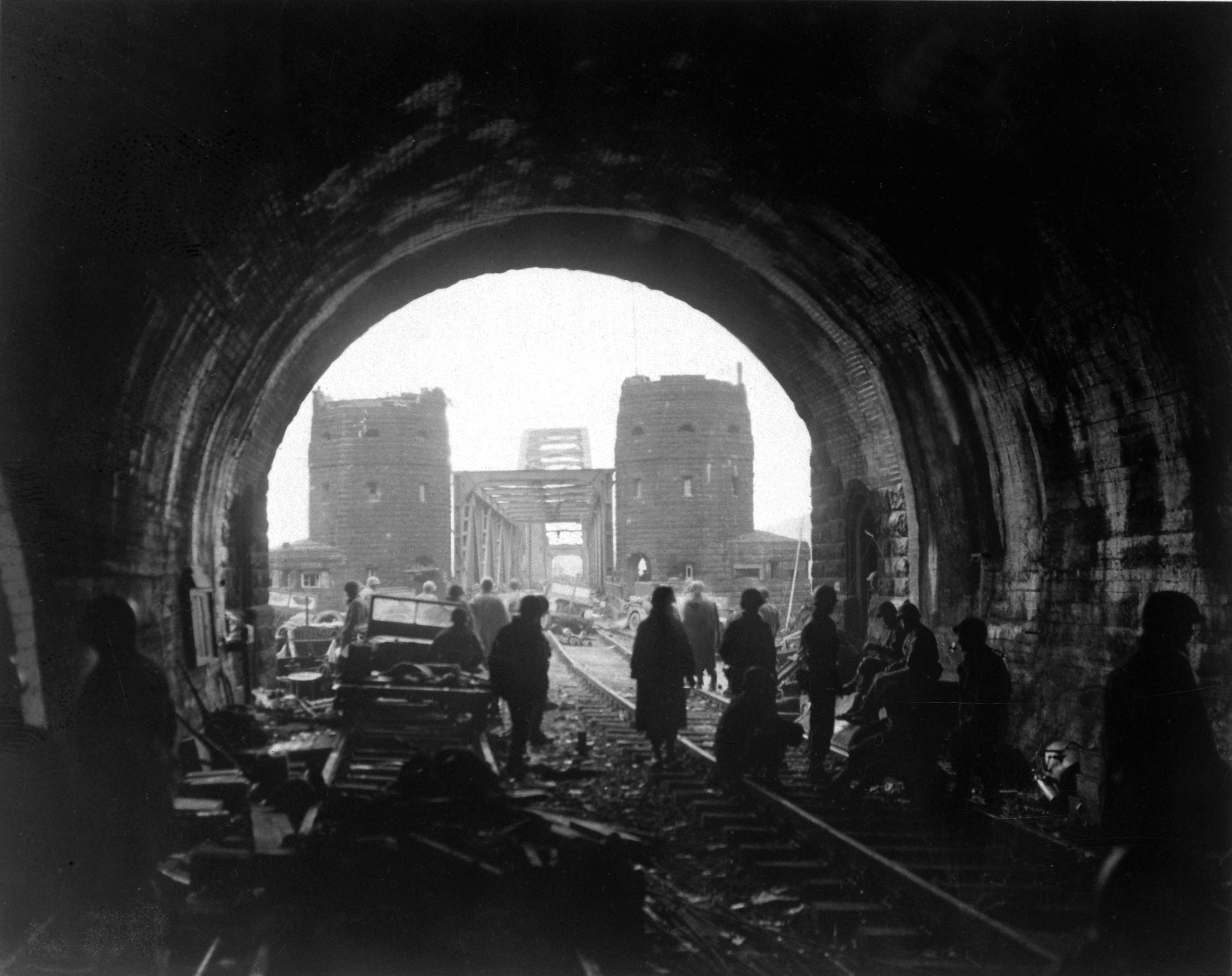
První američtí vojáci překračují most (11. března 1945)
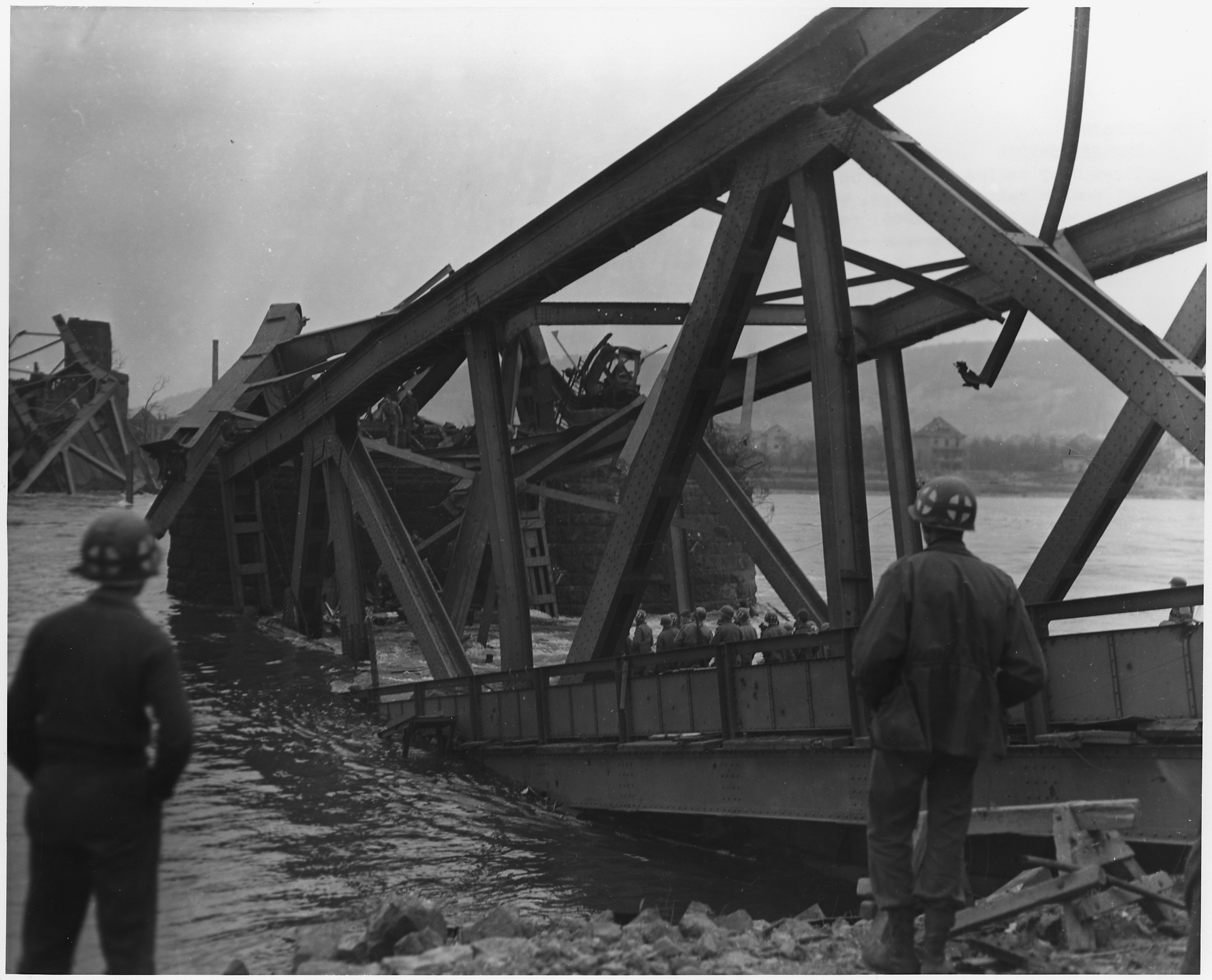
Most 17. března 1945 po zřícení
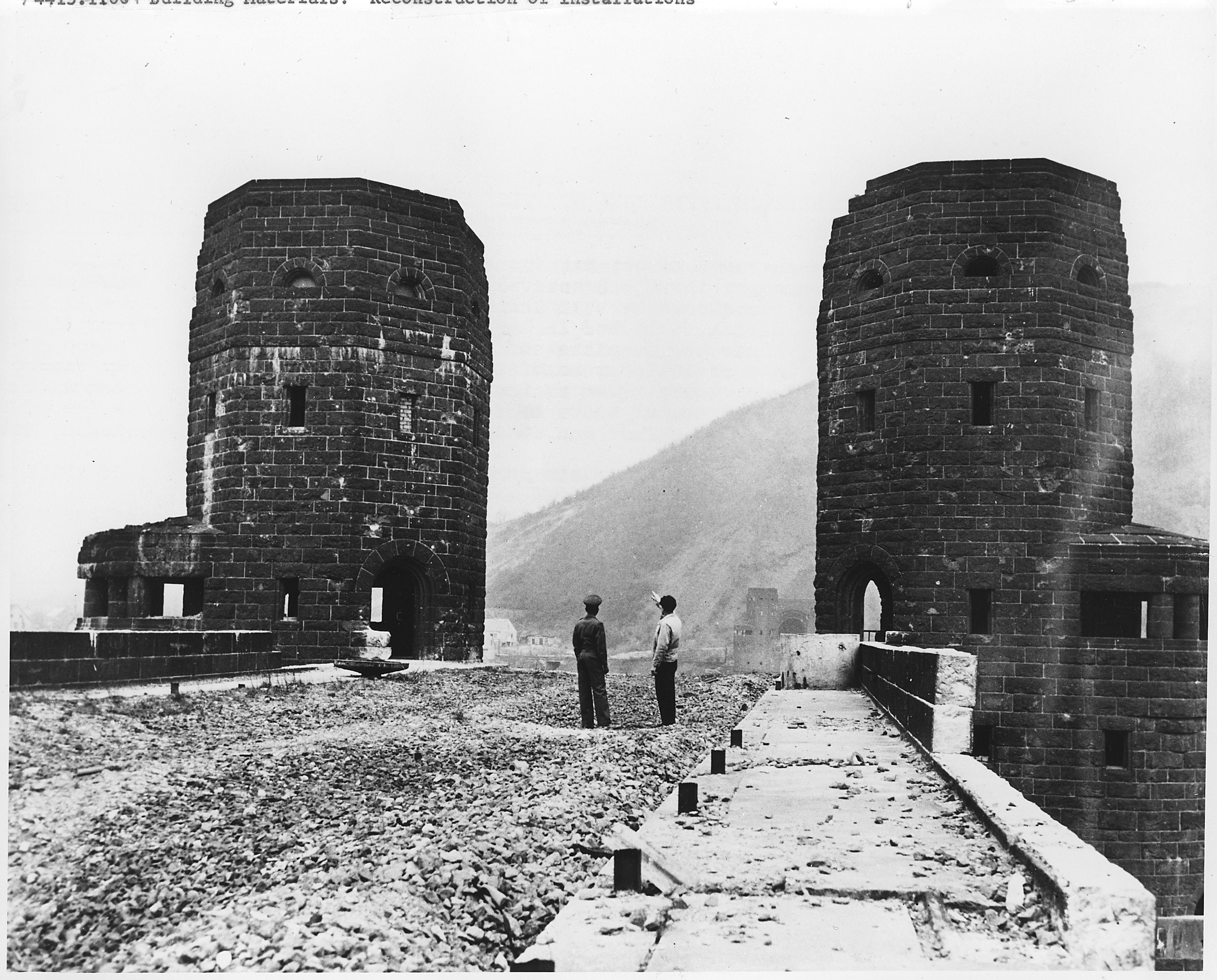
Předmostí v Remagenu (1950)
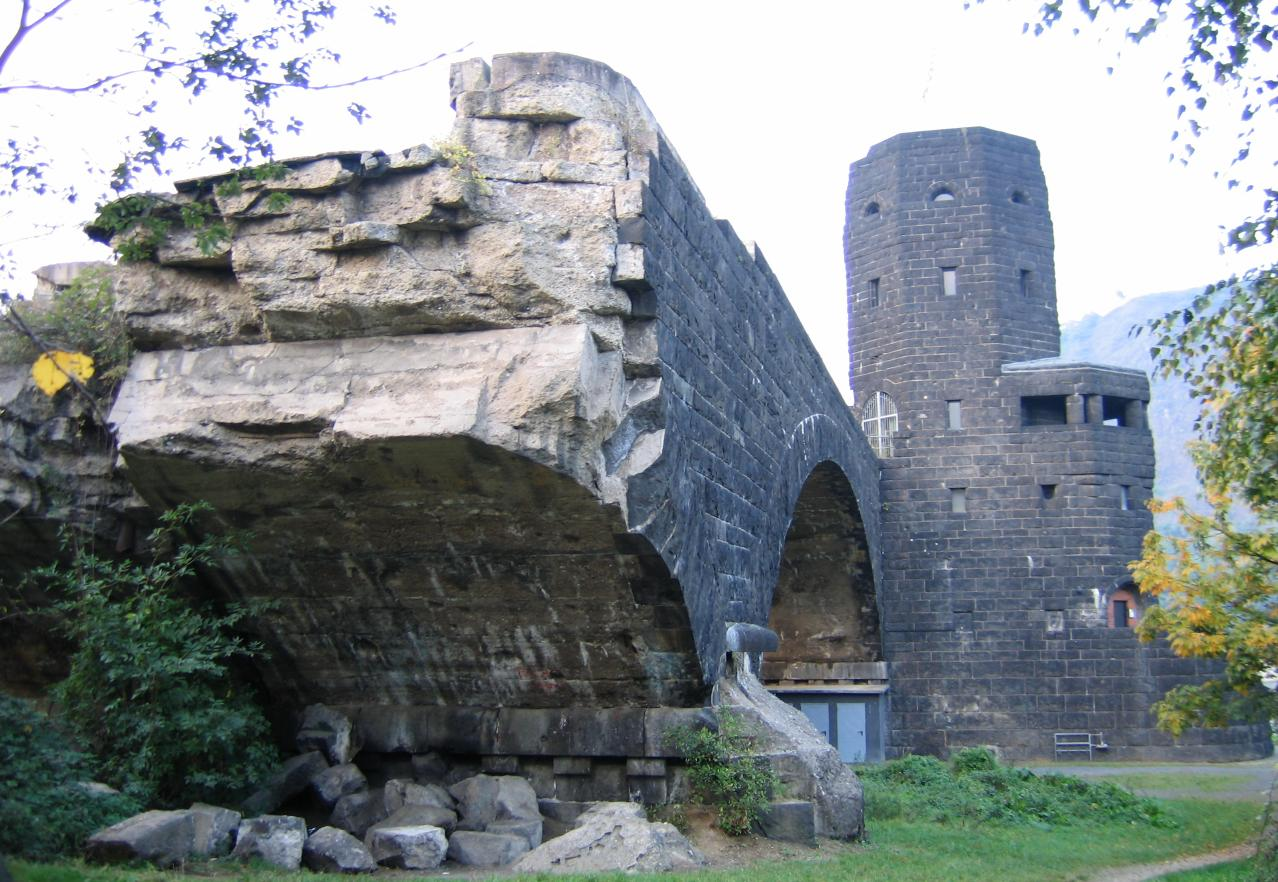
Předmostí v Remagenu (2005)
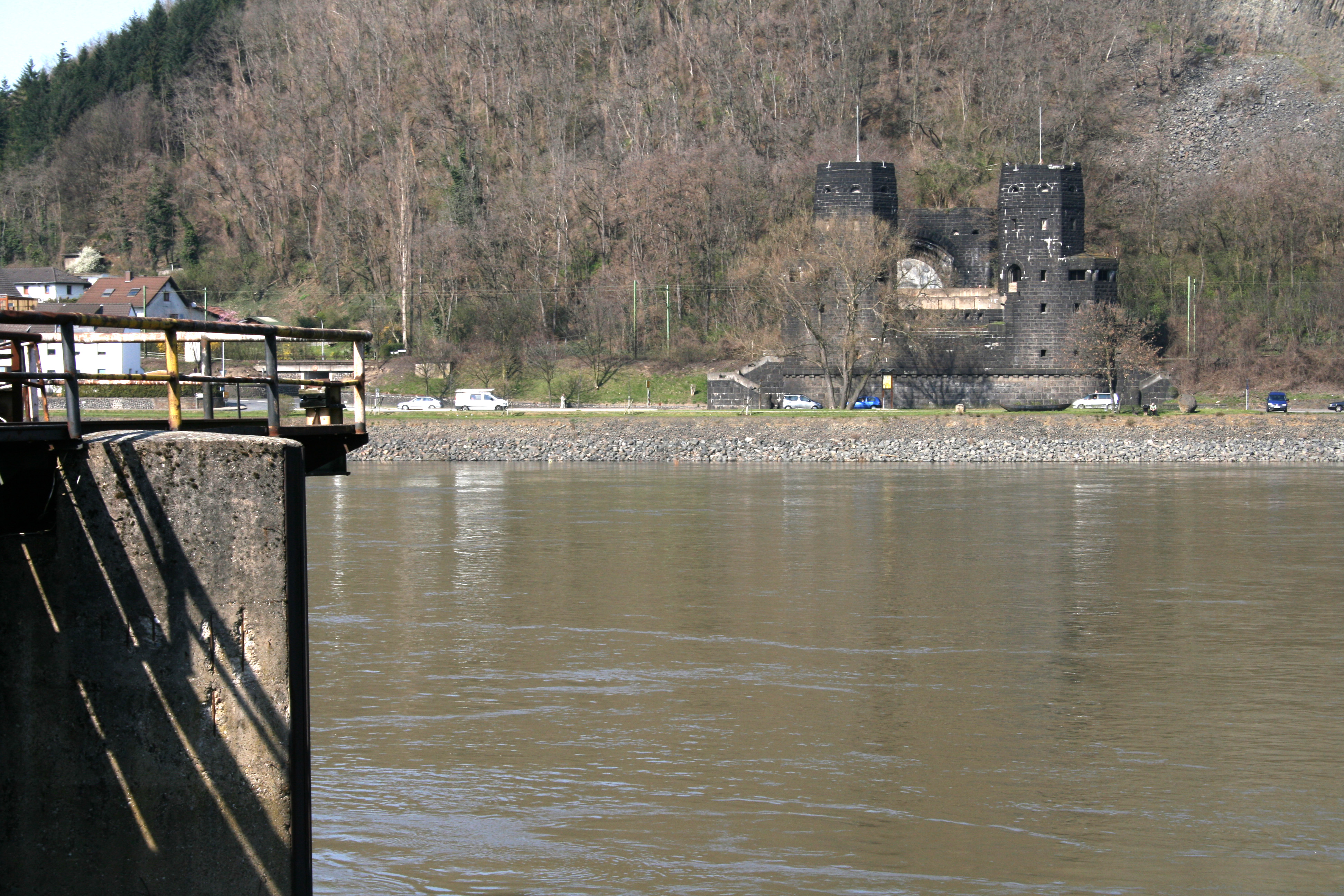
Lodní přístaviště v místě bývalého mostu (2007)
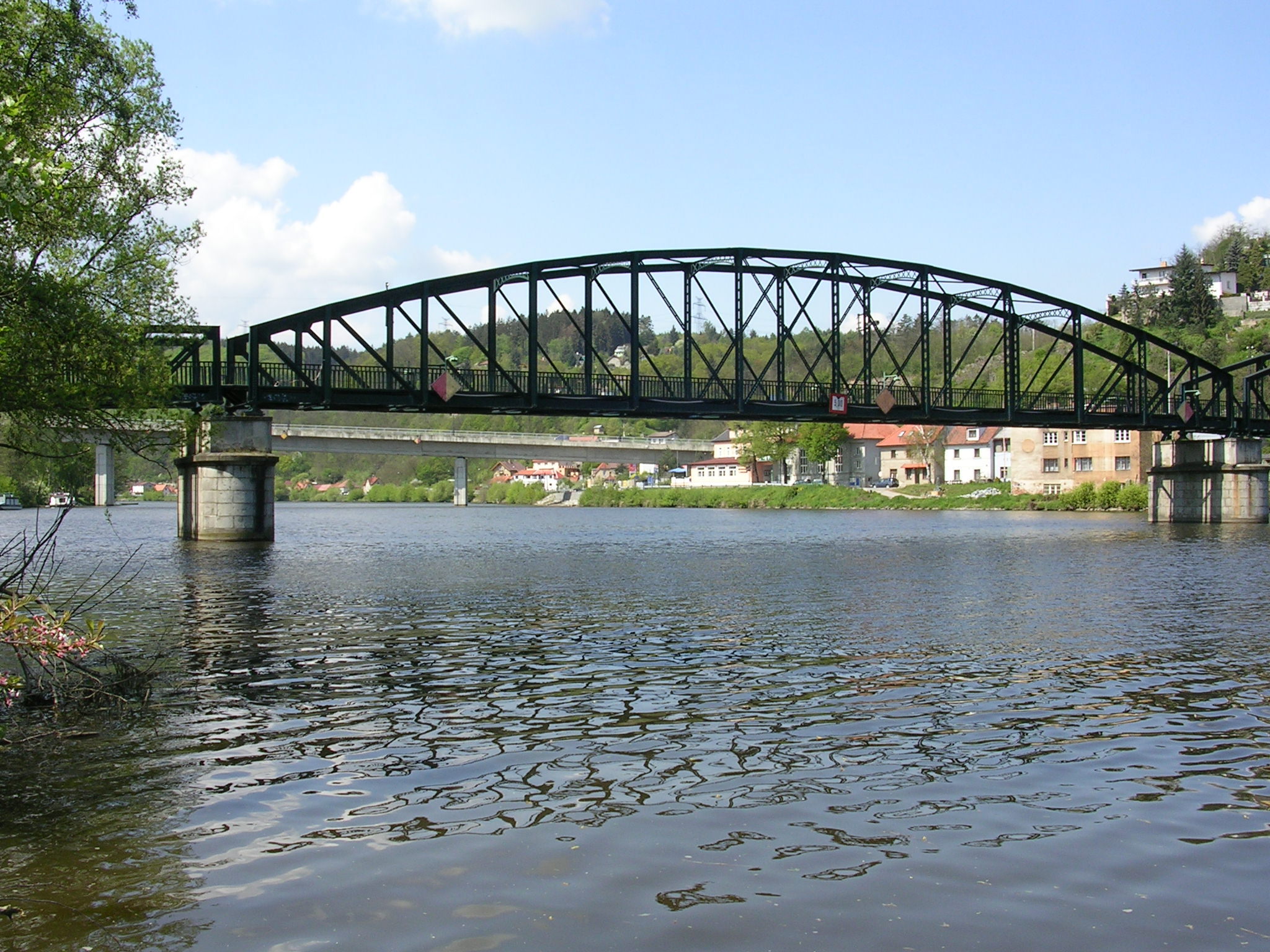
Starý davelský most (2008)